# Clash at the Castle (2022)
Clash at the Castle (2022) — премиальное живое шоу производства американского рестлинг-промоушна WWE. Шоу прошло 3 сентября 2022 года на «Принципалити Стэдиум» в Кардиффе, Уэльс. Это первое крупное стадионное мероприятие WWE в Великобритании со времен SummerSlam 1992 года и первое крупное мероприятие компании в целом, проведенное в Великобритании со времен Insurrextion 2003 года. Название мероприятия является отсылкой к замку Кардиффа, который находится рядом со стадионом. Шоу транслировалось по системе pay-per-view (PPV) по всему миру и доступно для трансляции через Peacock в США и WWE Network на международном рынке.
В главном событии Роман Рейнс победил Дрю Макинтайра и сохранил титул неоспоримого чемпиона Вселенной WWE.

## Сюжеты и назначение матчей
Традиционно на шоу рестлинга рестлеры проводят матчи, развивающие их сюжеты и истории. Наиболее частый вид матча — противостояние положительного («фейс») и отрицательного («хил»). Подготовка матча и раскрытие сути конфликта происходит на телевизионных шоу — в случае основного ростера WWE это Raw и SmackDown.
29 июля 2022 года Дрю Макинтайр победил Шимуса в матче по правилам «Старого-доброго стильного Доннибрука», став претендентом на Неоспоримое чемпионство Вселенной WWE. К тому моменту его оппонент ещё не был известен, поскольку первым матч за этот титул должен был провести Брок Леснар на SummerSlam. На следующий день на этом Премиум-шоу Роман Рейнс защитил титул от Леснара, и таким образом сложился матч на Clash at the Castle.
5 августа на SmackDown Шейна Баслер выиграла гаунтлет-матч претенденток на Женское чемпионство SmackDown, которым владела Лив Морган.
На Summerslam свое возвращение после отсутствия, вызванного разными причинами, на шоу WWE совершили Бэйли, Дакота Кай и Ийо Скай. Они завязали противостояние с Бьянкой Билэйр, которой на помощь пришли Алекса Блисс и Аска. 8 августа на Raw этим рестлершам был назначен матч трио на Clash at the Castle.
15 августа на Raw был назначен матч Сета Роллинза и Риддла, которые враждовали в течение продолжительного времени, и Роллинз даже наносил Риддлу травму.
19 августа на SmackDown Шимус выиграл гаунтлет-матч претендентов на Интерконтинентальное чемпионство, которым владел Гюнтер.
С весны 2022 года Эдж решил обратиться к тёмной стороне и основал группировку с темным и готическим настроением — «Судный день». К нему присоединились Дамиан Прист и Рея Рипли. Позже к группе присоединился Финн Балор, а Эджа из группировки выгнали и побили. После этого новый состав Судного дня связался в противостоянии с Реем и Домиником Мистерио. Их матч на Summerslam завершился победой лучадоров после возвращения Эджа. Через день на RAW Эдж ещё раз спас Мистерио, но затем ошибочно атаковал Доминика «Гарпуном». Эдж провел матч 1х1 против Дамиана Приста на RAW 22 августа в канадском Торонто. Противостояние привело к назначению командного матча, причем Рей Мистерио в нём объединился с Эджем — впервые за примерно 20 лет. Доминика Рей уговорил, что Эдж сможет достойно представить их сторону в этом матче, хотя младший Мистерио и демонстрировал разочарование.

## Ход и события шоу
На пре-шоу состоялся матч трио, в котором Сумасброд Мосс и Уличная Нажива победили Остина Тиори и Академию Альфа. Победу своей команде принес Монтес Форд, удержавший Чеда Гейбла.
Шоу открыл матч женских трио, в котором Бэйли, Дакота Скай и Ийо Скай победили Чемпионку RAW Бьянку Билэйр, Аску и Алексу Блисс. В концовке Бэйли схватила Бьянку за косу, зажав её в углу, что позволило Дакоте провести Якудза-кик в угол. После этого Скай добавила мунсолт, а Бэйли удержала Чемпионку RAW.
Во втором матче встретились Шимус и Гюнтер. Гюнтера традиционно представил Людвиг Кайзер, а вместе с ним вышел Джованни Винчи, который таким образом вернулся в состав группы после нескольких месяцев отсутствия. Перед началом матча Винчи и Кайзер подрались с Бутчем и Риджем Холландом, сопровождавшими Шимуса. Гюнтер и Шимус в это время находились на ринге без движения, глядя друг на друга. Сам матч выдался очень жестким, а завершился победой Гюнтера после Бомбы и Лариата. Матч получил высокие оценки от зрителей и обозревателей; так Wrestling Observer выписал поединку оценку в пять звезд.
В третьем матче Лив Морган одержала победу над Шейной Баслер, защитив Женское чемпионство Smackdown. Для победы Морган провела «Обливион».
В четвёртом матче встретились Судный день и бывшие командные чемпионы WWE Эдж и Рей Мистерио. Финна Балора и Дамиана Приста сопровождала Рея Рипли, а Эджа и Мистерио — сын Рея Доминик Мистерио. В концовке Доминик помог своей команде победить, однако после матча пнул Эджа в пах, а отца вырубил клоузлайном, совершив хилтёрн.
В пятом матче сошлись Сет Роллинс и Мэтт Риддл. Роллинз в зал вышел в костюме, который был показан в биографическом фильме про Элтона Джона. В конце матча Роллинс удержал Риддла после двух Стомпов, один из которых был проведен с канатов.
В главном матче шоу состоялось противостояние Дрю Макинтайра и Романа Рейнса. На кону было Неоспоримое чемпионство Вселенной WWE. Перед выходом Дрю Макинтайра на ринг было показано видео про его ранние годы, а также про недавние выступления, исполненное под прежнюю музыкальную тему Дрю — «Broken Dreams». Роман Рейнс вышел в зал в одиночестве — без Пола Хеймана, Сами Зэйна и Братьев Усо. В зале во время матча присутствовали Кевин Кросс со Скарлетт, а также боксер Тайсон Фьюри. Именно Фьюри сыграл одну из ключевых ролей в матче, когда с одного удара вырубил Остина Тиори, выбежавшего в зал с кейсом MITB с намерением реализовать его. На ринге же судья Чарльз Робинсон оказался в нокауте после того, как Макинтайр провел Клеймор-кик в спину Рейнса, и тот налетел на Робинсона, выбив его с ринга. Попытку Макинтайра удержать Рейнса прервал дебютировавший в основном ростере ещё один родственник Рейнса Соло Сикоа, который затем удачно атаковал Макинтайра с апрона, а Рейнс добавил Гарпун, после чего удержал Дрю и защитил титул Чемпиона.
После матча на ринг поднялся Тайсон Фьюри, пожавший руку Рейнсу, а затем помогший Макинтайру подняться. Фьюри и Макинтайр спели American Pie и ещё пару песен в самом конце шоу.

## Результаты
| №                                                                                       | Результаты | Условия                                                     | Время |
| --------------------------------------------------------------------------------------- | --- | ----------------------------------------------------------- | ----- |
| 1P                                                                                      | Мэдкэп Мосс и «Уличная нажива» (Анджело Докинз и Монтез Форд) победили Остина Тиори и «Альфа-академию» (Чед Гейбл и Отис)   | Командный матч шести человек                                | 6:29  |
| 2                                                                                       | «Контроль повреждений» (Бэйли, Дакота Кай и Ийо Скай) победили Бьянку Белэр, Алексу Блисс и Аску                            | Командный матч шести человек                                | 18:44 |
| 3                                                                                       | Гюнтер (с) (с «Империум» (Людвиг Кайзер и Джованни Винчи)) победил Шеймуса (с «Дерущимися бруталами» (Ридж Холланд и Бутч)) | Одиночный матч за интерконтинентальное чемпионство WWE      | 19:33 |
| 4                                                                                       | Лив Морган (с) победила Шейну Бэйзлер                                                                                       | Одиночный матч за титул чемпиона WWE SmackDown среди женщин | 11:02 |
| 5                                                                                       | Эдж и Рей Мистерио победили «Судный день» (Финн Балор и Дэмиен Прист)                                                       | Командный матч                                              | 12:35 |
| 6                                                                                       | Сет «Фрикин'» Роллинс победил Риддла                                                                                        | Одиночный матч                                              | 17:22 |
| 7                                                                                       | Роман Рейнс (с) победил Дрю Макинтайра                                                                                      | Одиночный матч за титул неоспоримого чемпиона Вселенной WWE | 30:47 |
| - (ч) – чемпион на начало матча - P – указывает, что матч прошёл на предварительном шоу | |                                                             |       |